# Eragrostis variabilis
Eragrostis variabilis är en gräsart som först beskrevs av Charles Gaudichaud-Beaupré, och fick sitt nu gällande namn av Ernst Gottlieb von Steudel. Eragrostis variabilis ingår i släktet kärleksgrässläktet, och familjen gräs.
Artens utbredningsområde är Hawaii. Inga underarter finns listade i Catalogue of Life.

## Bildgalleri

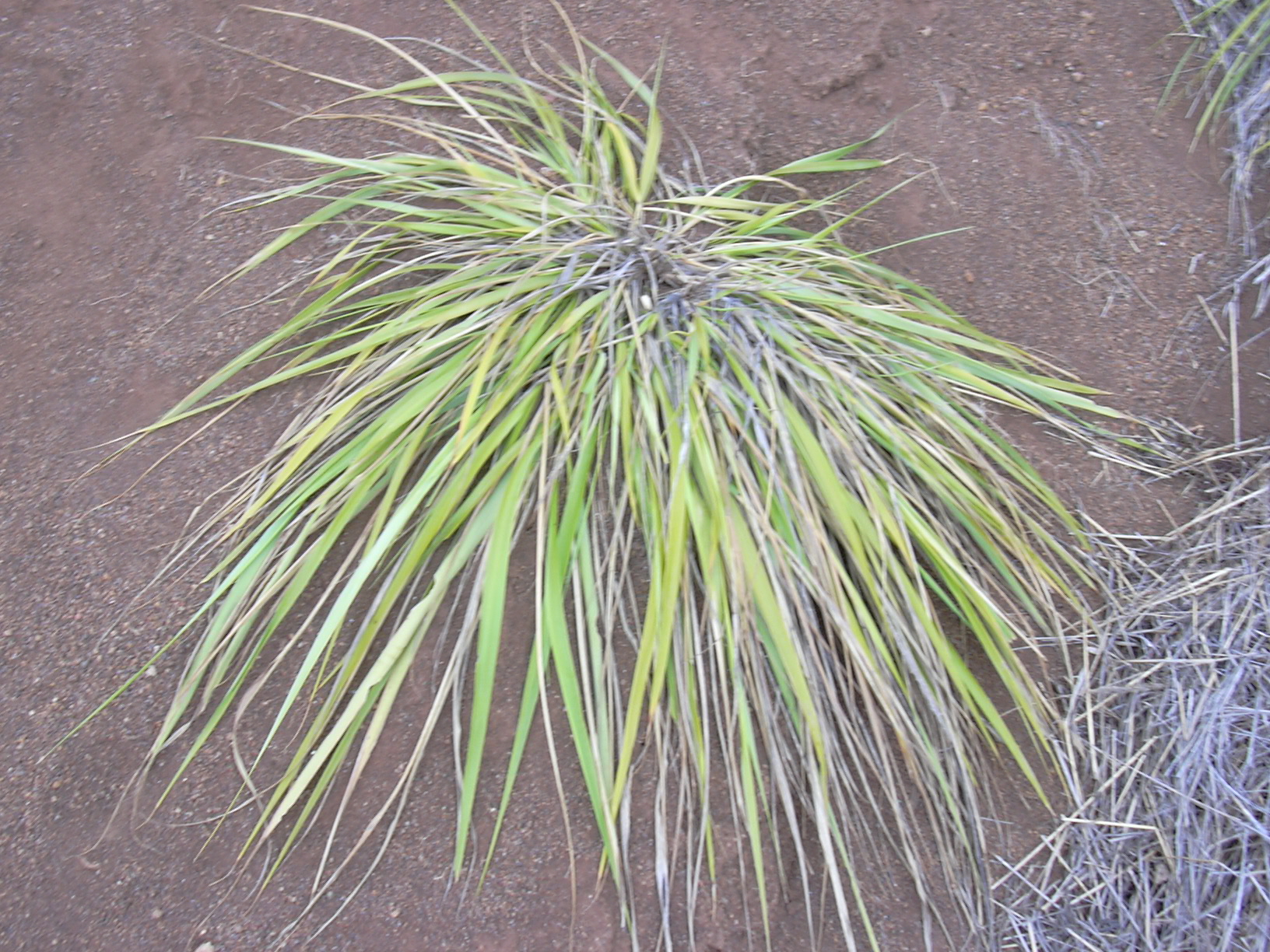
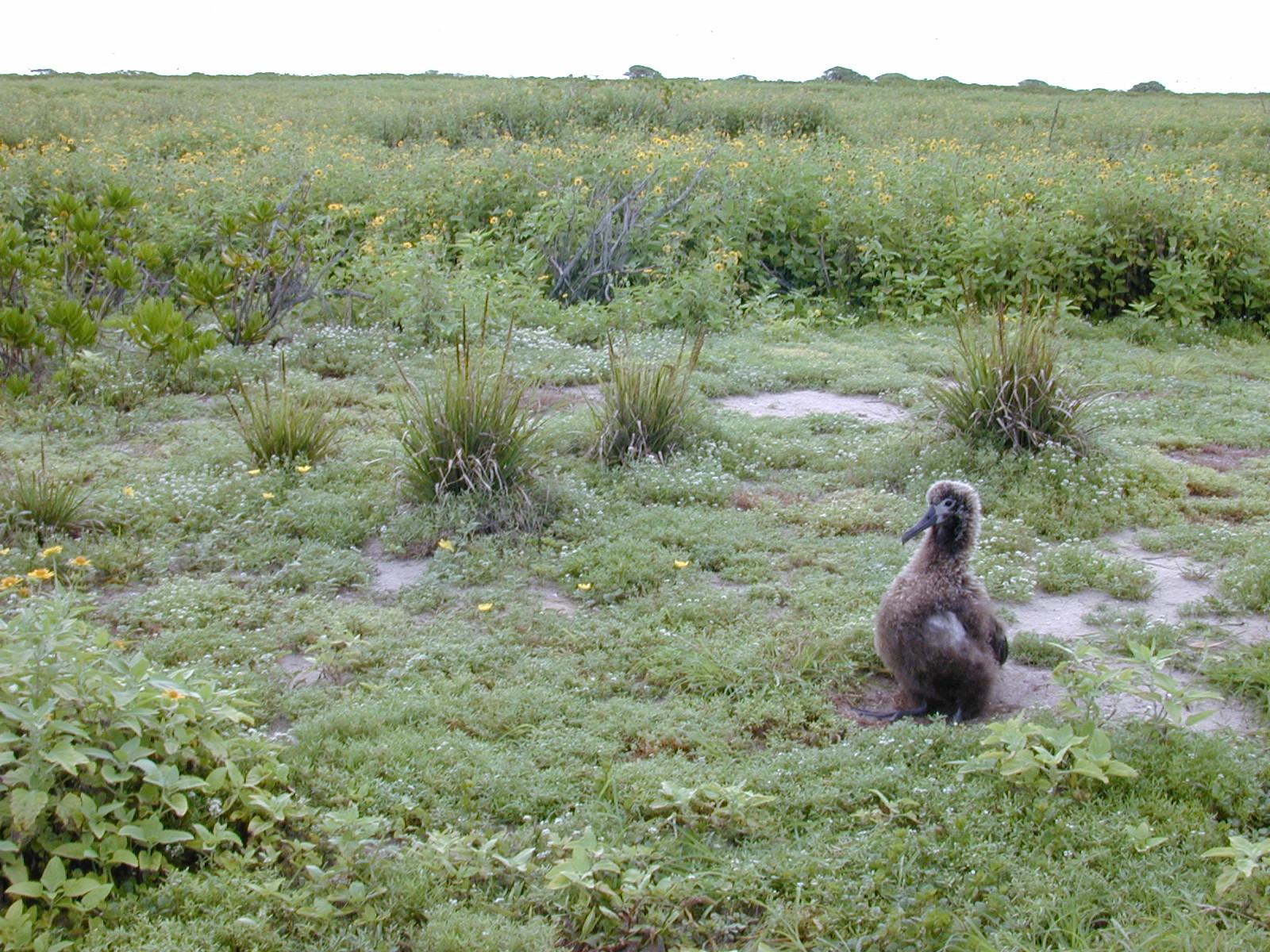
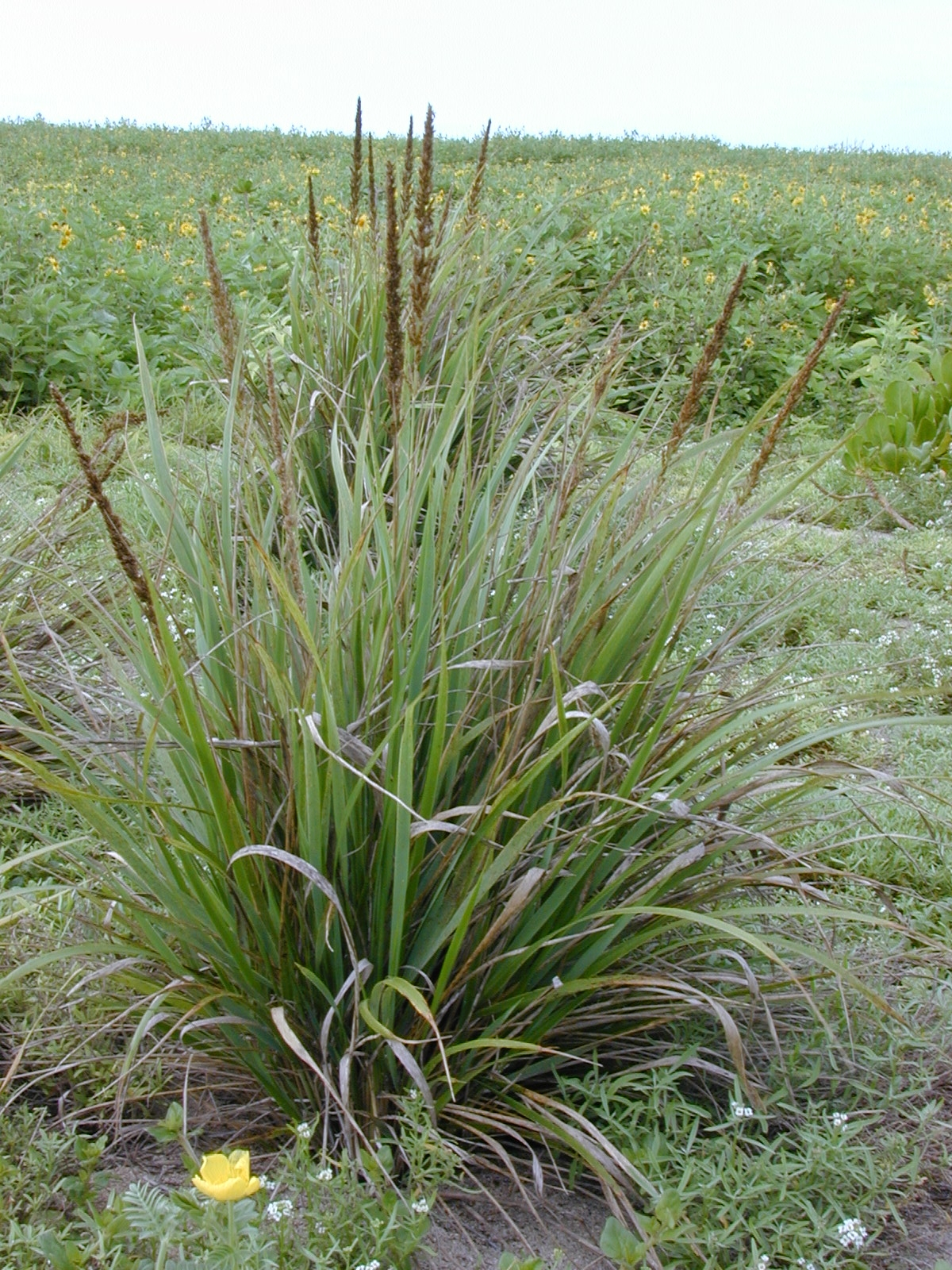
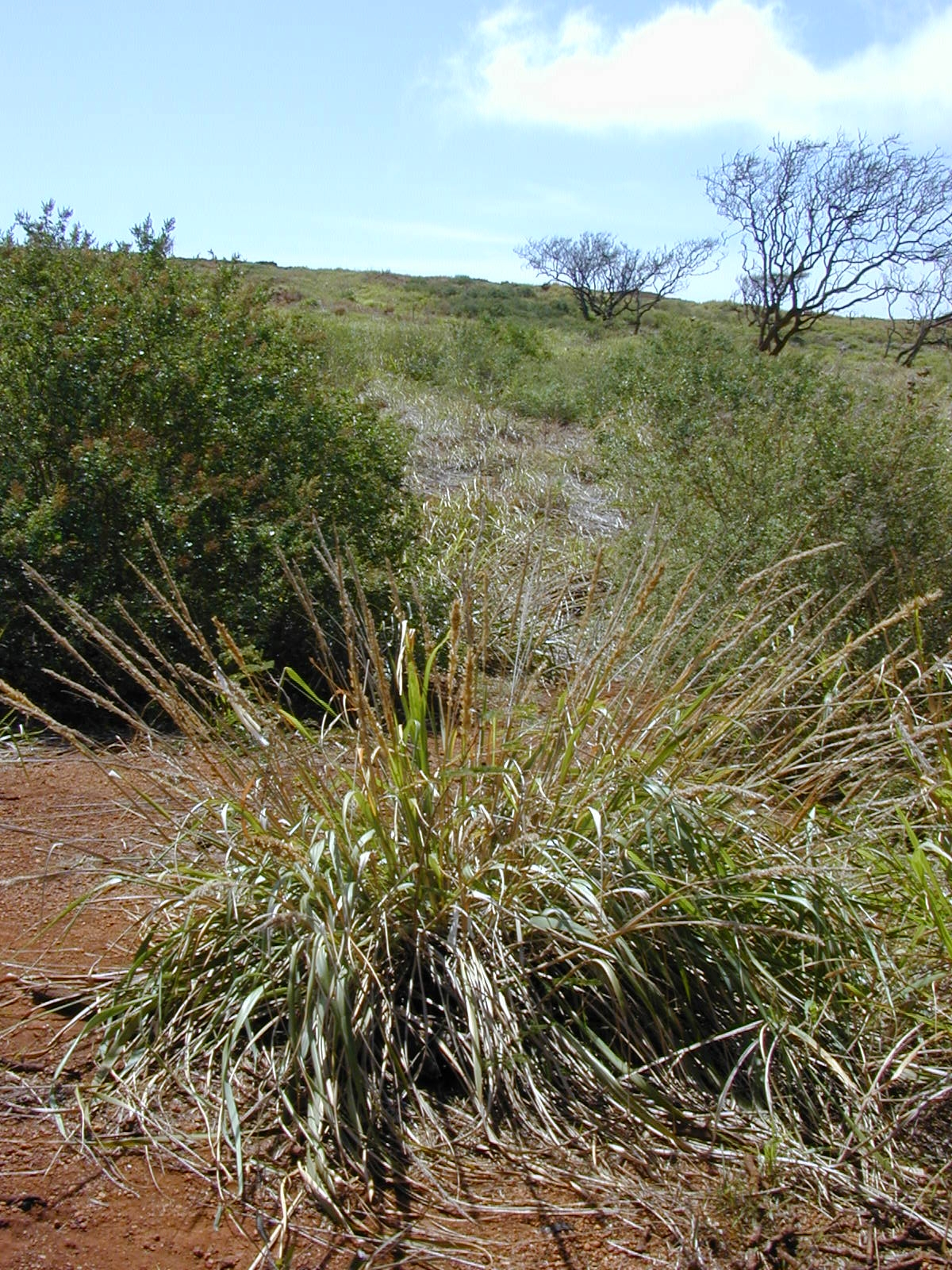